# 玛莎·巴尔豪斯
玛莎·巴尔豪斯（德語：Mascha Ballhaus，2000年7月27日—），德国女子柔道运动员，2023年欧洲柔道锦标赛女子52公斤级铜牌得主、2024年世界柔道锦标赛女子52公斤级铜牌得主。